# Xuxo Ruiz Domínguez
Xuxo Ruiz Domínguez (Cádiz, 1975) es un maestro español que utiliza la magia y el ilusionismo como método de enseñanza. En 2018, fue nominado al Global Teacher Prize, considerado el premio Nobel de la educación.

## Trayectoria
Xuxo Ruiz Domínguez nació en Cádiz en 1975. Estudió magisterio. Ha trabajado como profesor de primaria en diez colegios, siendo el último el centro público San Sebastián de la localidad sevillana Albaida del Aljarafe. Desde sus inicios incorporó la magia y el ilusionismo como recurso educativo en sus clases a través de juegos y técnicas de magia, para fomentar la concentración, el comportamiento, motivar y favorecer el aprendizaje de sus alumnos, consiguiendo de esta manera mejores resultados académicos.
En 2013, publicó el libro Educando con magia, que profundiza en el uso de la magia como herramienta pedagógica. El prólogo fue escrito por el ilusionista español Juan Tamariz. El libro fue traducido a varios idiomas y llegó a convertirse en superventas en España y varios países Suramérica.
Ruiz también ha impartido conferencias sobre la simbiosis entre educación y magia en diversos actos y conferencias internacionales. Además, colabora como mago solidario con la Fundación Abracadabra, realizando actuaciones de magia en hospitales, centros de mayores, asociaciones de personas con necesidades especiales.

## Obra
- 2013 - Educando con magia, Narcea Ediciones. ISBN 978-8427719057.[14]

## Premios y reconocimientos
En 2010 obtuvo el récord Guiness al dar la clase de magia solidaria más multitudinaria. En 2013, su libro Educando con Magia fue el más vendido de España dentro de la categoría de educación.
En 2016 recibió el Premio al Mérito Educativo por su labor innovadora en la educación al usar la magia como recurso didáctico. Dos años más tarde, fue elegido como uno de los 50 Mejores Maestros del Mundo, único finalista español (entre 42.000 maestros de 173 países) en el Premio Nobel de Educación en 2018: el Global Teacher Prize. En 2019 fue ganador del Premio Plaza de España. Es considerado uno de los mejores profesores del mundo.